# Clas Thunberg
Arnold Clas Robert Thunberg (nacido en Helsinki el 5 de abril de 1893 y fallecido, también en Helsinki, el 28 de abril de 1973) fue un patinador de velocidad finlandés ganador de cinco medallas de oro olímpicas

## Biografía
Clas Thunberg comenzó a practicar el patinaje de velocidad relativamente tarde, a la edad de 18 años.Sin embargo desde la consecución de su primer campeonato de Europa a los 28 años se convirtió en el patinador más importante del mundo durante un periodo de 10 años.
Su especialidad fueron las distancias cortas, entre los 500 y los 5.000 m, aunque llegó a lograr una medalla de plata en los Juegos Olímpicos de 1924 en los 10 000 m tras su compatriota Julius Skutnabb. En esos Juegos se alzaría con un total de tres medallas de oro. Siendo el único campeón olímpico de la combinada (Allround) que desaparecería del programa olímpico tras esos juegos.
En los Juegos Olímpicos de 1928 lograría otras dos medallas de oro, convirtiéndose con 34 años en el campeón olímpico de patinaje de velocidad de mayor edad de todos los tiempos.
- Datos: Q349369
- Multimedia: Clas Thunberg / Q349369